# Евтифьев, Леонид Михайлович
Леони́д Миха́йлович Евти́фьев (род. 4 октября 1938) — советский и российский актёр театра и кино, заслуженный артист РСФСР.

## Биография
Леонид Евтифьев родился 4 октября 1938 года. В 1962 году окончил ГИТИС (руководитель курса — В. В. Готовцев). После окончания института в 1962 по 1965 годы играл в Таганрогском драматическом театре имени А. П. Чехова.
В 1965 году переехал в Москву, где стал актёром театра имени Моссовета.
В кино дебютировал в 1961 году в фильме «Битва в пути» режиссёра Владимира Басова.

## Творчество

### Театральные работы

#### Театр имени Моссовета
- «Вдова полковника, или врачи ничего не знают» — кавалер внучки
- «В ночь лунного затмения» — Акьегет
- «Они сражались за Родину» — Сумсков
- «Виндзорские насмешницы» — Пистоль
- «Дуэль» — Искандер
- «Василий Тёркин» — Василий Тёркин
- «Шторм» — красноармеец, высокий парень, Савандеев
- «Глазами клоуна» — Первый клоун
- «Моё сердце с тобой» — Фролов
- «Вешние воды» — Герр Клюбер
- «Дальше — тишина» — Роберт
- «Спектакль — концерт» — «унтер Пришибеев»
- «Эдит Пиаф» — Марсель Сердан
- «Жизнь Сент-Экзюпери» — Анри Гийоме
- «Несколько тревожных дней» — Брусков
- «Золото, золото — сердце народное!» — «Из воспоминания Г. В. Плеханова»
- «Сказка о Девочке-Неудаче» — Риккардо
- «Миллион за улыбку» — Карташев
- «Я всегда улыбаюсь» — Сержант — богатырь
- «Сердце Луиджи» — Луиджи Ломбарди
- «Турбаза» — Владимир Николаевич
- «Возможны варианты» — человек из Тропарёва
- «День приезда — день отъезда» — Уваров
- «Дом на песке» — Гулам
- «Успех» — Габоев
- «Братья Карамазовы» — пан Врублевский, пан Муссялович
- «Месса по Деве» — Робер д'Арлуаз
- «Живой труп» — Иван Петрович Александров
- «Комната» — Лохов Тихон Иванович
- «Егор Булычов и другие» — Пропотей
- «Печка на колесе» — председатель
- «Премьера» — Ираклий
- «Ревизия» — Корней
- «Операция «С Новым годом!»» — Визбул
- «Проходная» — Дерюгин
- «Печальный детектив» — Антон Антонович Пестерев
- «Торможение в небесах» — Езепов
- «Чайка» (1990) — Илья Афанасьевич Шамраев
- «На Золотом озере» — Билл Рэй
- «Царская охота» — капитан Снарк)
- «Белая гвардия» — гетман всея Украины
- «Любовью не шутят» — Мэтр Бриден
- «Школа жён» — Оронт
- «Не было ни гроша, да вдруг алтын» — Епишкин Истукарий Лупыч
- «Скандал? Скандал… Скандал!» — Раули
- «Страсти по Митрофану» — Цыфиркин
- «Мамаша Кураж и её дети» — вербовщик
- «Ученик дьявола» — Уильям Даджен
- «Прихоти любви, или Капризы Марианны» — Клаудио
- «Мораль пани Дульской» — пан Дульский
- «Ошибки одной ночи» — сэр Чарльз Марлоу
- «Сирано де Бержерак» — Карбон

#### Независимый театральный проект
- 2008 — «Театр по правилам и без» М. Фрейн

#### Антреприза
- «Пока мой муж ловил треску» — месье Плантюрель

### Фильмография
1. 1961 — Битва в пути — управленец
2. 1961 — В начале века — Лепешинский
3. 1961 — Ночь без милосердия — лётчик (нет в титрах)
4. 1962 — Гусарская баллада — адъютант (нет в титрах)
5. 1962 — Увольнение на берег — матрос на танцах (нет в титрах)
6. 1963 — Два воскресенья — пассажир автобуса (нет в титрах)
7. 1964 — Вызываем огонь на себя — немец-охранник (4-я серия)
8. 1965 — 26 бакинских комиссаров — Соломон Абрамович Богданов, член Военно-революционного комитета
9. 1965 — Западня — преследователь (нет в титрах)
10. 1965 — Лебедев против Лебедева — сотрудник НИИ
11. 1966 — Королевская регата — член учёного совета (нет в титрах)
12. 1967 — Конец «Сатурна» — эпизод
13. 1967 — Татьянин день — прапорщик
14. 1968 — Шестое июля — Абрам Беленький
15. 1969 — Конец «Чёрных рыцарей» — Вальтер
16. 1972 — Бой после победы — американский майор (нет в титрах)
17. 1972 — Вид на жительство — сотрудник Нечволодова (нет в титрах)
18. 1972 — Любимые страницы
19. 1972 — Семнадцатый трансатлантический — английский моряк
20. 1972 — Шторм — красноармеец
21. 1973 — Василий Тёркин — рассказчик
22. 1973 — Разные люди — муж Вали Торопыжко
23. 1974 — Хождение по мукам (3-я серия «Война») — работник российского посольства в Париже
24. 1976 — Рассказы Марка Твена — Артимес Уорд
25. 1977 — Служебный роман — гость у Самохваловых (нет в титрах)
26. 1978 — Дальше — тишина… — Роберт
27. 1978 — День приезда — день отъезда — Уваров
28. 1980 — Коней на переправе не меняют — участник совещания (нет в титрах)
29. 1982 — Мать Мария — эпизод
30. 1983 — Эдит Пиаф — Марсель Сердан
31. 1983 — Лунная радуга — эпизод
32. 1984 — Весёлая вдова
33. 1985 — Битва за Москву — генерал Василий Данилович Соколовский
34. 1985 — Печка на колесе — председатель
35. 1985 — Следствие ведут ЗнаТоКи. Пожар (Дело N19) — муж Гуторской
36. 1987 — Живой труп — Иван Петрович
37. 1988 — Государственная граница. На дальнем пограничье — Луконин,полковник КГБ в Ленинграде
38. 1990 — Враг народа — Бухарин — Аркадий Павлович Розенгольц, обвиняемый
39. 1990 — Гол в Спасские ворота — Иванович, югославский полковник
40. 1994, 1996 — Железный занавес — директор школы
41. 1996 — На Золотом озере — Билл Рэй
42. 2001 — Лавина — муж Музы
43. 2002 — Марш Турецкого (2-й сезон; фильм 11 «Имеются человеческие жертвы») — Мащенко
44. 2003 — Адвокат (фильм 5-й «Лонглайф») — Лев Борисович, отец Карпинского
45. 2003 — Козлёнок в молоке — западный корреспондент
46. 2004 — Время жестоких — дядя Боря, антиквар
47. 2004 — Игра на выбывание — жилец дома
48. 2004 — На углу, у Патриарших 4 — Пётр Григорьевич
49. 2004 — 2013 — Кулагин и партнёры — эпизоды
50. 2005 — МУР есть МУР 3 — Кузин
51. 2006 — Русский перевод — Кипарисов
52. 2006 — Сирано де Бержерак — Карбон де Кастель Жалу, капитан гвардейцев
53. 2007 — Срочно в номер (фильм 12-й «Игры без правил») — прокурор
54. 2008 — Глухарь (33-я серия «Судьба») — ветеран
55. 2008 — Солдаты 15. Новый призыв — эпизод
56. 2009 — Аннушка — доктор
57. 2009 — Безмолвный свидетель-3 — Николай Васильевич, отец Гордина
58. 2010 — Земский доктор — пациент Самойловой
59. 2010 — Погоня за тенью (20-я серия «Наследник победы») — Фёдор Спиридонович Топорков, пенсионер
60. 2012 — Учитель в законе. Возвращение — Мирон, приятель Богомолова
61. 2013 — Синдром Шахматиста — дядя Гена
62. 2014 — Земский доктор. Любовь вопреки — Фёдор Иванович, приёмный отец Алексея

## Награды и премии
- Заслуженный артист РСФСР (25.05.1984).
- Почётная грамота Правительства Москвы (30.10.2008).